# 이영재 (1968년)
이영재(李永宰, 1968년 9월 2일 -)는 대구광역시 출신의 전 KBO 리그 삼성 라이온즈의 선수였으며, 현재 KBO의 심판위원이다.

## 오심 논란
- 1999년 5월 21일 대전 삼성 - 한화 전에서 9회 초 2사 만루 상황에서 한화 투수 구대성이 볼카운트 3-2 풀카운트에서 스트라이크 존으로 던진 6구째 공을 이영재 구심이 볼로 판정하여 밀어내기로 3:3 동점이 됐다. 혈압이 오른 구대성이 마운드에서 글러브를 땅바닥에 던지자 심판은 퇴장시켰다. 이 날 이영재의 판정으로 한화는 9회에 3:6으로 역전패 당하였고, 출신팀 삼성 라이온즈에 승리를 안겨주었다. 경기가 끝난 직후 한화 이글스 이희수 감독이 이영재 구심에게 격한 어조로 5분 동안 항의하였고, 편파 판정과 퇴장명령에 이성을 잃은 이희수 감독이 야구공으로 이영재를 때렸다. 한국야구위원회는 5월 22일 상벌위원회를 열고 이희수 감독에게 12게임 출장 정지와 벌금 200만 원의 중징계를 내리고, 구대성에게 벌금 50만 원을 매겼다. 5월 22일 한화 이희수 감독은 덕 아웃 바로 뒤 관중석에서 경기를 지켜보다가 팀의 연패에 쇼크를 받아 앰뷸런스로 병원에 후송되었다. 5월 23일 한화 이글스는 이례적으로 사과문을 발표했다.
- 2007년 8월 24일 사직 롯데- 한화 전에서 최만호 타석에서 명확한 3루페어인 공을 파울로 오심 처리 이후 정정하지 않음으로써 논란이 일었다.[2]
- 2008년 5월 11일 잠실 롯데 - 두산 전에서 1루심의 오심에 대한 롯데 로이스터 감독의 어필에 당시 2루심이던 이영재가 로이스터 감독에게 욕설과 막말을 하여 논란이 되었다.
- 2010년 6월 9일 잠실 한화 - LG 전에서 수차례에 걸쳐 상습적으로 한화에 명백하게 불리한 스트라이크 편파 판정을 내린 것에 항의하던 한화 이글스 한대화 감독이 이영재 주심에 의해 퇴장당했다.[3][4]
- 2014년 5월 11일 잠실 두산 - 삼성 전에서 두산이 6대0으로 앞선 6회 공격에서 오재원이 3루쪽으로 힘없이 구르는 땅볼 타구를 치고 1루에 전력질주 했다. 삼성 3루수 박석민이 잡아 1루에 송구 접전 상황이었다. 이영재 1루심은 아웃을 선언했다. 세이프 상황이 명확했고 오재원은 강하게 반발했다.[5] 상황이 과열되는 듯 했으나 전상렬 코치가 만류하며 상황이 일단락 되는 듯 싶었다. 하지만 공수 교대시 이영재 심판은 오재원을 불러 세워 둘은 또 다시 대립했고 코칭스테프가 만류하며 상황이 마무리 되었다.[6]
- 2014년 5월 20일 목동 한화 - 넥센 전에서 홈 플레이트를 지키고 있던 한화 포수 정범모가 좌익수 뜬공 후 태그업하여 홈으로 쇄도하는 김민성을 여유 있게 태그하였지만, 느닷없이 이영재 주심이 홈 플레이트를 밟지도 못한 김민성을 세이프 선언하여 승부조작에 대한 의혹이 일었다.[7] 육안으로도 쉽게 판단 가능한 완전한 아웃이었다.[8] 한화 선수들이 강력하게 어필을 했지만 판정은 번복되지 않았다.[9] 이영재 오심으로 실점한 뒤 송창현의 투구수가 급격히 늘어나면서 제구가 흔들렸다. 이영재의 오심은 경기의 흐름을 바꿔놓아 승패에 직접적인 영향을 미쳤으며,[10] 이영재의 결정적인 오심으로 피해를 본 한화 이글스는 넥센에 1:3 패배하였다.[11] 승부조작이 의심된다는 질타에도 KBO 심판위원회는 이영재에게 제재금 50만원이라는 가벼운 징계만 내리고, 빠른 시일내에 비디오 판독을 조기 도입하겠다고 밝혀 비디오 판독을 앞당기는 계기가 됐다.[12][13] 하지만 이영재 심판이 속한 심판조는 5월 21일 경기에서 문승훈 심판이 또 다시 오심을 저질렀으며, 오심에 항의하는 한화 이글스 김응용 감독을 퇴장시켰다. 5월 22일 경기에서도 또 김준희 심판이 한화에 불리한 편파 오심을 저질러서 보복성이라는 의심을 받고 있다.[14] 상습적으로 편파 오심을 저지르는 이영재, 김준희, 문승훈 심판조를 퇴출시키지 않는 KBO에 대한 야구 팬들의 불신은 더 커졌다.[15]
- 2017년 7월 11일 광주 NC - KIA 경기에서  주심 이영재 심판은 7회 초 NC공격 2사이후 나성범의 안타로 1루가 채워진 상황에서 다음타자인 모창민의 2루타 때 나성범이 홈에서 세이프 판정으로 받자 KIA 측에서 홈에서의 태그 플레이에 관해 세이프 아웃 판정에 비디오 판독을 요청했으나 세이프로 판정이 유지되었다. 그러나 이후 방송사의 4D리플레이 영상을 확인한 결과 나성범의 왼쪽 팔에 먼저 태그가 된 것으로 명확하게 볼 수있었으며 이영재 주심의 위치 상 오심이 나올 수 없는 상황으로 보여져 논란이 되고 있다. 또한 이 경기에서 스트라이크 판정이 일정하지 못했다.
- 2022년 7월 23일 부산 롯데-KIA 경기에서 나성범의 타석에 스트라이크를 볼로 판정하는 오심을 저질러 삼진을 볼넷으로 바꿨다. 또한 그 뒤 선발투수인 반즈가 오심으로 인해 흔들려 4실점을 했다.

## 출신 학교
- 대구수창초등학교
- 대구중학교
- 경북고등학교
- 동국대학교 (1987학번)